# 폐쇄성 폐질환
폐쇄성 폐질환은 기도 폐쇄를 특징으로 하는 호흡기 질환의 범주이다. 허파의 많은 폐쇄성 질환은 종종 평활근 자체의 과도한 수축으로 인해 더 작은 기관지와 더 큰 기관지의 협착(폐쇄)으로 인해 발생한다. 일반적으로 염증이 생기고 쉽게 무너질 수 있는 기도, 기류 방해, 호흡 곤란, 빈번한 진료소 방문 및 입원이 특징이다. 폐쇄성 폐 질환의 유형은 다음과 같다. 천식, 기관지확장증, 기관지염 및 만성 폐쇄성 폐질환 (COPD). COPD는 기침, 천명 등의 다른 모든 폐색성 폐질환과 유사한 특징을 가지고 있지만 발병, 증상의 빈도, 기도 폐쇄의 가역성 측면에서 구별되는 질환이다. 낭포성 섬유증은 때때로 폐쇄성 폐질환에 포함되기도 한다.

## 유형

### 천식
천식은 과민성 폐쇄성 폐 질환이다. 기도에 염증이 생기고 과도한 점액이 생성되며 기도 주변의 근육이 조여져 기도가 좁아진다. 천식은 일반적으로 알레르기 반응을 일으키는 먼지나 꽃가루와 같은 공기 중의 물질을 흡입하여 유발된다. 상기도감염, 찬 공기, 운동 또는 연기와 같은 다른 요인에 의해 유발될 수 있다. 천식은 흔한 질환이며 전 세계적으로 3억 명이 넘는 사람들에게 영향을 미친다. 천식은 특히 밤이나 이른 아침에 쌕쌕거림, 숨가쁨, 흉부 압박감 및 기침을 반복적으로 유발한다.
최대 호기량 측정기는 시간 경과에 따른 천식 중증도의 변화를 기록할 수 있다. 폐 기능을 측정하는 폐활량계는 기류 제한의 중증도, 가역성 및 가변성에 대한 평가를 제공하고 천식 진단을 확인하는 데 도움이 된다.

### 기관지확장증
기관지확장증은 기도 벽의 파괴적이고 염증성 변화로 인해 발생하는 비정상적이고 돌이킬 수 없는 기관지 팽창을 말한다. 기관지확장증은 원통형 기관지확장증, 정맥류성 기관지확장증 및 낭포성 기관지확장증의 세 가지 주요 해부학적 패턴이 있다.

### 만성 폐쇄성 폐질환
이전에 만성 폐쇄성 기도 질환(COAD) 또는 만성 기류 제한(CAL)으로 알려진 만성 폐쇄성 폐질환(COPD)은 완전히 가역적이지 않은 기류 제한을 특징으로 하는 질병 그룹이다. 폐로 들어오고 나가는 공기의 흐름이 손상된다. 이것은 폐활량계와 같은 호흡 장치로 측정할 수 있다. COPD가 있는 대부분의 사람들은 다양한 정도로 폐기종과 기관지염의 특징을 가지고 있다. 기도의 가역적 폐색인 천식은 종종 별도로 고려되지만, 많은 COPD 환자도 기도에서 어느 정도 가역적이다.
COPD에서는 폐활량계로 측정한 1초 강제 호기량(FEV1)이 감소하는 기도 저항이 증가한다. COPD는 1초간 강제 호기량을 강제 폐활량(FEV1/FVC)으로 나눈 값이 0.7(또는 70%) 미만인 것으로 정의된다. 전체 호기 후 폐에 남아 있는 공기의 양인 잔기량은 폐활량과 마찬가지로 COPD에서 종종 증가하지만 폐활량은 비교적 정상으로 유지된다. 증가된 총 폐활량(초팽창)은 일부 기종성 COPD 환자 에게서 발생하는 전후 직경이 큰 임상적 특징을 초래할 수 있다. 과팽창은 또한 흉부 X-레이에서 횡격막이 납작해지는 것으로 볼 수 있다.
COPD의 가장 흔한 원인은 흡연이다. COPD는 점진적으로 진행되는 상태이며 일반적으로 약 20갑년의 흡연 후에만 발생한다. COPD는 다른 입자와 가스를 흡입하여 발생할 수도 있다.
COPD의 진단은 폐활량계를 통해 이루어지지만 다른 폐기능 검사가 도움이 될 수 있다. 흉부 X-레이는 종종 초팽창을 찾고 다른 폐 상태를 배제하기 위해 처방되지만 COPD의 폐 손상이 항상 흉부 X-레이에서 보이는 것은 아니다. 예를 들어 폐기종은 CT 스캔에서만 볼 수 있다.
장기 관리의 주요 형태는 흡입 기관지확장제 (특히 베타 작용제 및 항콜린제) 및 흡입 당질 코르티코이드의 사용을 포함한다. 많은 환자들은 결국 집에서 산소 흡입을 필요로 한다. 통제하기 어려운 심각한 경우에는 경구 당질 코르티코이드를 사용한 만성 치료가 필요할 수 있지만 심각한 부작용이 있다.

## 진단
| 질환                                     | 주요 부위 | 주요 변경 사항                            | 원인                     | 증상                                |
| ---------------------------------------- | --------- | ----------------------------------------- | ------------------------ | ----------------------------------- |
| 만성 기관지염                            | 기관지    | 점액선의 과형성 및 과분비                 | 담배연기 와 대기오염물질 | 생산적인 기침                       |
| 세기관지염(만성 기관지염의 하위 그룹)    | 세기관지  | 염증성 흉터 및 세기관지염 폐쇄            | 담배연기와 대기오염물질  | 기침, 호흡곤란                      |
| 기관지확장증                             | 기관지    | 기도 확장 및 흉터                         | 지속적인 심각한 감염     | 기침, 화농성 가래 및 발열           |
| 천식                                     | 기관지    | - 평활근 증식 - 과도한 점액 - 염증 - 긴축 | 면역학적 또는 특발성     | 일시적인 쌕쌕거림, 기침 및 호흡곤란 |
| 상자에 달리 명시되지 않는 한 참조는이다. |           |                                           |                          |                                     |

## 같이 보기
- 제한성 폐질환